# Opération Süd-Kroatien II
Seconde Guerre mondiale
Batailles
- Invasion de l'Albanie
- Guerre italo-grecque
- Invasion de la Yougoslavie
- Opération Châtiment
- Bataille de Grèce
- Opération Abstention
- Bataille de Crète
- Campagne de la mer Noire

L'opération Süd-Kroatien II, connue également sous le nom d'opération Ozren, est une opération anti-partisans en Croatie qui eut lieu du 28 janvier au 2 février 1942, elle fait suite à l'opération Süd-Kroatien I.

## But de l'opération
La destruction des partisans qui s'étaient échappés dans l'Est des montagnes d'Ozren et des villes de Doboj et Maglaj, en Bosnie-Herzégovine suite a l'opération Süd-Kroatien I.
| \| Doboj Maglaj monts Ozren \| |
| Doboj Maglaj monts Ozren       |

## Forces en présence
Forces de l'Axe 18 000 soldats environ
 Reich allemand
- 342e division d'infanterie (1 régiment)
- 718e division d'infanterie (2 régiments)
- 5 batteries d'artillerie de montagne

 État indépendant de Croatie
- 3e division d'infanterie (état-major)
- 4e division d'infanterie (état-major)
- 1er régiment d'infanterie (1 bataillon)
- 4e régiment d'infanterie (2 bataillons)
- 5e régiment d'infanterie (2 bataillons et 1 compagnie)
- 3e groupe d'artillerie
- 4e groupe d'artillerie
- Garde nationale croate (1 bataillon)

 Milices croates
- Miliciens de la Légion Noire (oustachis) (1/2 bataillon)
- Miliciens musulmans Hadžiefendić (hr) (1 bataillon)

Résistance
Partisans
- Détachement des partisans de la région d'Ozren (5 bataillons - 1 200 hommes environ)

## L'opération
Au Nord, un premier groupe de combat des forces croates occupe une position le long de la ligne de Doboj- Maglaj, un second groupe occupe une position au Nord-Est de Tuzla.

Au Sud, un groupe principalement composé de miliciens Oustachis, occupe des positions autour du village d'Usora au sud-est de Maglaj. 

Les troupes allemandes positionnées le long de la ligne de Zavidovići- Lukavac restent en position fixe, afin de bloquer le dispositif.
L'opération commence le 28 janvier 1942, au matin, par un barrage d'artillerie qui prend les partisans par surprise.

Le 29 janvier, Tout en avançant, les oustachis de la Légion Noire brûlent plusieurs villages serbes dans la vallée de  Krivaja.

Le 30 janvier, les partisans et les tchetniks qui avaient installé leurs positions au Sud-Ouest des monts Ozren (montagne de Bosnie-Herzégovine) sont poussés vers les troupes allemandes positionnées le long de la ligne de Zavidovići-Lukavac où ils sont tués ou capturés. Les autres résistants parviennent à s'échapper.

## Bilan
Les opérations Süd-Kroatien I et II a coûté aux Partisans et Tchetniks, 521 morts, un nombre inconnu de blessés et 1 331 prisonniers.
Les forces germano-croates ont perdu 25 tués, 131 blessés et on a recensé 300 cas de gelures.
Bien que les pertes du côté des partisans soient relativement élevées, la plupart ont réussi à sortir de l'encerclement, soit en se déplaçant vers le Sud dans la zone d'occupation italienne soit en se cachant dans les montagnes.